# Quebrada de Macul
El Parque Natural Quebrada de Macul es un desfiladero ubicado entre las comunas de Peñalolén y La Florida en la ciudad de Santiago de Chile.

## Historia
El parque natural Quebrada de Macul es un pulmón vegetal en la ciudad de Santiago conformando por abundante vegetación precordillerana predominando el bosque esclerófilo, senderos, pozas y pequeños saltos de agua .
La quebrada ha sido usada por muchos años para realizar excursiones a la cordillera, caminatas familiares, paseos a caballo y en bicicleta. Así se constituye como un lugar de recreo y esparcimiento en donde todo el año se realizan visitas de colegios e instituciones, scouts y otros grupos de trekking.
En 1976 se realizó en la quebrada de Macul el primer Jamboree organizado por la Asociación de Scouts de Chile, reuniendo a casi 5.000 jóvenes de todo el país bajo el lema «Senda Scout, camino de Paz». Este evento, realizado entre el 9 y el 16 de octubre de ese año, fue el primero en incorporar a la Asociación de Guías de Chile en un preludio de lo que ocurriría dos años más tarde, cuando se funda la Asociación de Guías y Scouts de Chile, institución que existe hasta el presente y se encuentra plenamente vigente.
En 1993 un gran aluvión vino desde la quebrada de Macul afectando a muchas comunidades que viven al pie de la cordillera. Es por eso que en el año 1994 fueron construidas 7 piscinas de decantación en la parte baja de la quebrada y se optó por reforestar parte del estero Macul con eucaliptos para así evitar nuevas tragedias. No ha ocurrido ningún otro aluvión en Santiago hasta la fecha.

## Parque natural

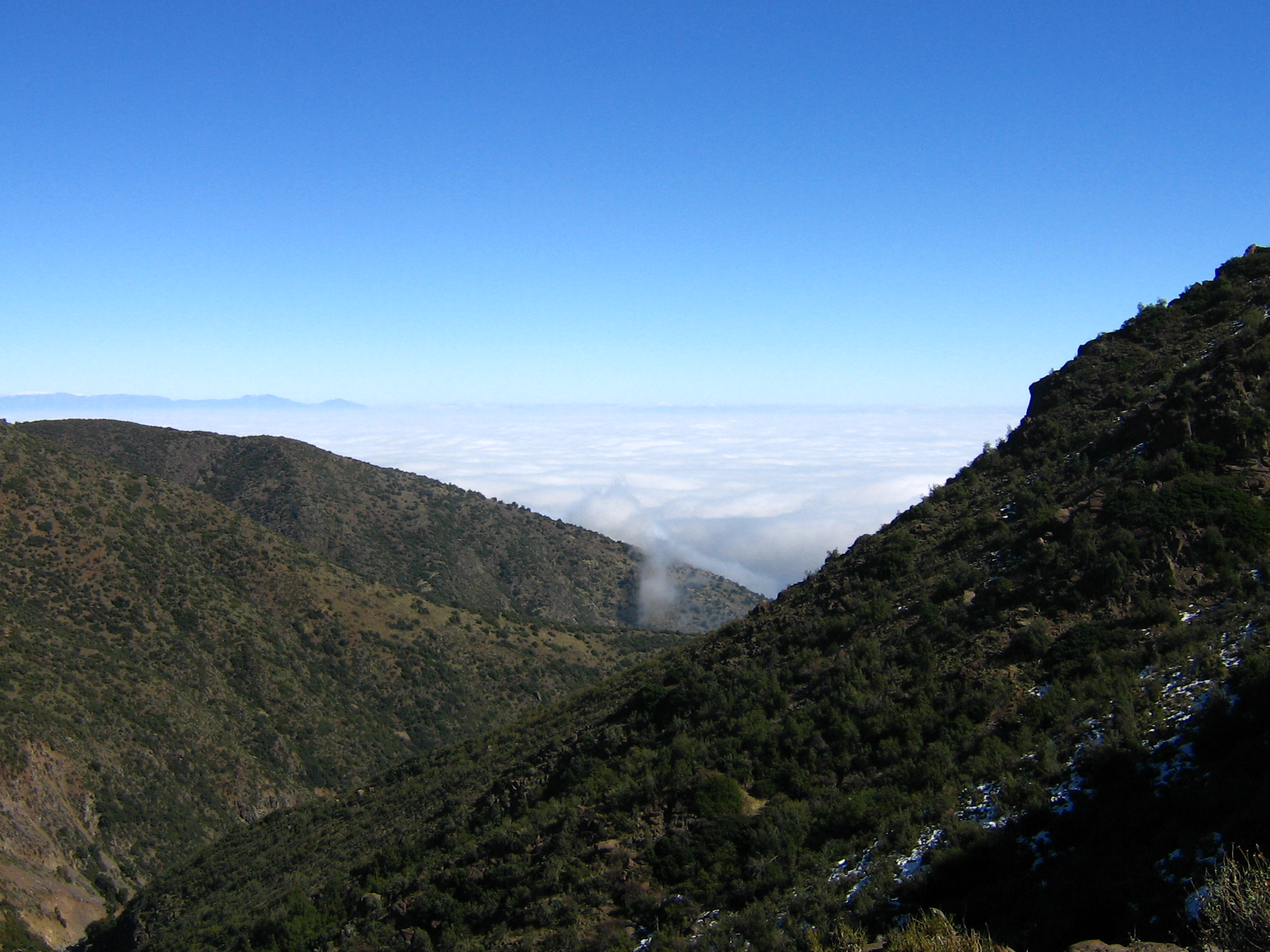
Santiago desde Quebrada de Macul.

Nace a través de una iniciativa conjunta del propietario del terreno, Luis Calvo Carmona, y entonces alcalde de Peñalolén, Claudio Orrego Larraín. Es administrado desde el 1 de enero del año 2005 -fecha de su apertura oficial- por la Municipalidad de Peñalolén, siendo fundado durante la administración del ya citado Alcalde Claudio Orrego Larraín a través de un comodato entregado en favor de la Municipalidad de Peñalolén por el dueño del terreno. 
Su misión es la conservación, protección y manejo sustentable, garantizar el acceso público y gratuito a todos los ciudadanos.
Este importante atractivo natural históricamente ha recibido miles visitantes.
La quebrada está enclavada en el centro del contrafuerte cordillerano de Santiago y es el límite natural entre las comunas de Peñalolén y La Florida. Para la protección la precordillera de Santiago esta fue declarada por el Estado de Chile, sitio número 7 de conservación de la biodiversidad y definido su uso de suelo, como área de protección ecológica, en el plano regulador metropolitano de Santiago. Lo que explicita: «toda intervención humana debe ser con el mínimo impacto.»
Este lugar debe ser protegido, rico en flora y fauna endémica y es un importante cauce hidrológico, por lo que los habitantes de Peñalolén lo consideran como un lugar patrimonial en la precordillera frente a la ciudad de Santiago. 
Es así como lo ha establecido la Municipalidad a través de un reglamento, que está orientado a garantizar su accesibilidad gratuita, tanto como sustentabilidad ambiental.
Vale consignar que actualmente es el único parque de estas características de acceso gratuito. 
Se debe ingresar por la caseta de guardaparques ubicada a un costado norte de la medialuna de Peñalolén 
Por su seguridad debe dejar registrado su ingreso y salida con los guardaparques manteniendo un comportamiento al interior de acuerdo al reglamento del Parque:
- Ingresar y salir dentro del horario de funcionamiento.
- No está permitido pernoctar.
- No está permitido el ingreso de mascotas(animales domésticos)
- Prohibición de consumo de alcohol y drogas
- Prohibición de causar daño a la flora y fauna, así como causar deterioro a las instalaciones del Parque. En el mismo sentido, hay restricción de hacer fogatas y contaminar y desviar las aguas del estero.

Para llegar se debe subir por Avenida Grecia hasta el final, luego se debe doblar hacia la derecha por Avenida Diagonal las Torres y seguir derecho 1,5 km hasta llegar al costado norte Club de Huasos de Peñalolén. (quince a veinte minutos caminando)

## Flora
La Quebrada de Macul, al encontrarse en la Zona Central de Chile, posee una biodiversidad propia del clima mediterráneo de Chile. Es allí donde se desarrolla el bosque esclerófilo, una formación vegetal propia de Chile y que consta de árboles de mediana a gran altura con hojas duras. En la Región Metropolitana los bosques nativos han disminuido considerablemente de su extensión original producto de la urbanización, por lo que Quebrada de Macul conserva una reliquia natural de un paisaje antaño común en la zona, con todas las especies que puede sustentar.
Allí se mantiene un bosque esclerófilo nativo, el cual posee especies arbóreas como quillay, maitén, bollén, guayacán, litre y peumo, siendo los dos últimos los más abundantes. En el sotobosque hay arbustos y hierbas perennes así como anuales como son el mayu, los colliguayes o las añañucas.

### Listado Florístico
A continuación se presenta la tabla con el listado preliminar de especies, con su enlace a la página propia de Wikipedia para un mayor conocimiento de las mismas.
| Denominación común                    | Nombre científico             | Forma de vida |
| ------------------------------------- | ----------------------------- | ------------- |
| Adesmia                               | Adesmia microphylla           | Arbusto       |
| Ajicillo, Bola de Fuego               | Alonsoa meridionalis          | Hierba        |
| Flor del Gallo                        | Alstroemeria ligtu ssp simsii | Hierba        |
| Ortiguilla, Hierba rocilla            | Amsinckia calycina            | Hierba        |
| Maqui                                 | Aristotelia chilensis         | Árbol         |
| Maquicillo                            | Azara petiolaris              | Arbusto       |
| Capachito                             | Calceolaria sp.               | Hierba        |
| Parqui, Hediondicha                   | Cestrum parqui                | Arbusto       |
| Koliway, Duraznillo                   | Colliguaja integerrima        | Arbusto       |
| Koliway, Colliguay, Lechón            | Colliguaja odorifera          | Arbusto       |
| Huella peluda, Malva de la Cordillera | Corynabutilon ceratocarpum    | Arbusto       |
| Peumo                                 | Cryptocarya alba              | Árbol         |
| Cardo                                 | Cynara cardunculus            | Hierba        |
| Trupa                                 | Cynoglossum creticum          | Hierba        |
| Chilco, Fucsia                        | Fuchsia magellanica           | Árbol         |
| Flor de la culebra                    | Fumaria agraria               | Hierba        |
| Frangel, Olivillo de la Cordillera    | Kageneckia angustifolia       | Árbol         |
| Bollén                                | Kageneckia oblonga            | Árbol         |
| Huilli                                | Leucocoryne ixioides          | Hierba        |
| Litre                                 | Lithraea caustica             | Árbol         |
| Ortiga Macho, Ortiga Brava            | Loasa placei                  | Hierba        |
| Ortiga                                | Loasa prostrata               | Hierba        |
| Ortiga Caballuna                      | Loasa triloba                 | Hierba        |
| Maitén                                | Maytenus boaria               | Árbol         |
| Berro Amarillo                        | Mimulus luteus                | Hierba        |
| Clavel del Campo                      | Mutisia sp.                   | Hierba        |
| Azulillo                              | Pasithea coerulea             | Hierba        |
| Boldo                                 | Peumus boldus                 | Árbol         |
| Flor de la cuncuna                    | Phacelia secunda              | Hierba        |
| Placea                                | Placea arzae                  | Hierba        |
| Bellota amarilla de cerro, Mitique    | Podanthus mitiqui             | Arbusto       |
| Guayacán, Palo Santo                  | Porlieria chilensis           | Árbol         |
| Quinchamalí                           | Quinchamalium chilense        | Hierba        |
| Quillay, Küllay                       | Quillaja saponaria            | Árbol         |
| Natre, Tomatillo                      | Solanum crispum               | Hierba        |
| Maicillo                              | Solenomelus pedunculatus      | Hierba        |
| Mayu                                  | Sophora macrocarpa            | Arbusto       |
| Soldadito, Relicario                  | Tropaeolum tricolor           | Hierba        |
| Espino                                | Vachellia caven               | Árbol         |

## Fauna
Dentro de las especies animales se pueden contar al zorro culpeo, animal frecuente en la Zona Central. La avifauna se compone de la codorniz (Callipepla californica, especie introducida), la perdiz chilena (Nothoprocta perdicaria), la turca (Pteroptochos megapodius), la tórtola (Zenaida auriculata), Carpintero terrestre o Pitío (Colaptes pitius), Tucúquere (Bubo magellanicus) de hábitos nocturno.

## Transporte
En transporte público existen microbuses (506, 507, 511 y 519) que llegan al paradero final de Avenida Grecia, así como varios recorridos de la zona D, desde donde se debe caminar por Diagonal Las Torres hasta el final del camino. La entrada es libre.